# Флаг Северной Осетии
Фла́г Респу́блики Се́верная Осе́тия — Ала́ния (осет. Респу́бликæ Цæгáт Иры́стон — Ала́нийы тырыса́) — наряду с гербом и гимном является государственным символом Республики Северная Осетия — Алания. Нынешний вид флага установлен Законом РСО от 24 ноября 1994 года № 522а «О Государственном флаге Республики Северная Осетия», принятым Постановлением Верховного Совета РСО от 24 ноября 1994 года.

## Описание
Государственный флаг Республики Северная Осетия — Алания идентичен флагу Республики Южной Осетии. Представляет собой полотнище прямоугольной формы, состоящее из расположенных горизонтально в последовательности сверху вниз трёх полос белого, красного и жёлтого цветов шириной в одну треть ширины флага каждая. Отношение ширины флага к его длине — 1:2.

## Символизм
Белый цвет флага олицетворяет моральную и духовную чистоту (осет. мон); красный цвет — отвагу, силу и честь (осет. æхсар); жёлтый — изобилие, благосостояние и процветание (осет. бæркад). Цвета и символизируемые ими понятия соответствуют трёхчастному устройству древнеиндоевропейского общества, отражение которого сохранилось в осетинском Нартовском эпосе в виде трёх родов нартов (осет. Алæгатæ, Æхсæртæггатæ, Боратæ).
Флагу Северной Осетии идентичен флаг Южной Осетии, нынешнего вид которого установлен Положением «О Государственном флаге Республики Южная Осетия», утверждённым Постановлением Верховного Совета РЮО от 30 марта 1992 года № 1 и Конституционным законом РЮО «О Государственном флаге Республики Южная Осетия» от 28 февраля 2019 года.

## Рекомендуемые цвета
| Цветовая модель | Белый         | Яркий красный | Золотой     |
| --------------- | ------------- | ------------- | ----------- |
| Pantone         | Safe          | Red 186c      | Yellow 012c |
| CMYK            | 0.0.0.0       | 0.100.83.24   | 0.16.100.1  |
| RGB             | (255,255,255) | (193,0,32)    | (255,215,0) |
| HTML            | #FFFFFF       | #C10020       | #FFD700     |
| NCS             | S 0300-N      | S 1085-Y80R   | S 0580-G70Y |

## История

### Флаг Северо-Осетинской АССР
По Конституции СССР 1936 года и Конституции РСФСР 1937 года Северо-Осетинская автономная область была преобразована в Северо-Осетинскую АССР. Конституция Северо-Осетинской АССР была утверждена 3 июля 1937 года. Чрезвычайным VII съездом Советов Северо-Осетинской АССР и её статьёй 112 было установлено:
«Государственным флагом Северо-Осетинской А. С. С. Р. является государственный флаг Р. С. Ф. С. Р., который выполнен из красной ткани, с левой стороны вверху под древком золотыми буквами написано „Р. С. Ф. С. Р.“ на русском и осетинском языках; под „Р. С. Ф. С. Р.“ более мелкими буквами дописано „Северо-Осетинская А. С. С. Р.“ на русском и осетинском языках».
В то время осетинская письменность имела латинский алфавит и надпись на осетинском языке, соответственно была на латинице.
28 июля 1938 года бюро Северо-Осетинского обкома ВКП(б) приняло постановление о введении с 15 августа 1938 года алфавита осетинской письменности на основе русской графики. Поэтому надпись на осетинском языке стала выполняться кириллицей.
16 июня 1954 года шестая сессия Верховного Совета Северо-Осетинской АССР приняла Закон Северо-Осетинской АССР «О Государственном флаге Северо-Осетинской Автономной Советской Социалистической Республики», которым была установлена новая редакция статьи 112 Конституции (Основного закона) Северо-Осетинской АССР:
«Государственным флагом Северо-Осетинской Автономной Советской Социалистической Республики является Государственный флаг Российской Советской Федеративной Социалистической Республики, состоящий из красного полотнища со светло-синей полосой у древка во всю ширину флага. Светло-синяя полоса составляет одну восьмую длины флага, в левом верхнем углу красного полотнища изображены золотые серп и молот и над ними красная пятиконечная звезда, обрамленная золотой каймой, под серпом и молотом надпись: „Северо-Осетинская А. С. С. Р.“ на русском и осетинском языках. Отношение ширины флага к длине 1:2».
24 июня 1981 года Указом Президиума Верховного Совета Северо-Осетинской АССР было введено «Положение о Государственном флаге Северо-Осетинской Автономной Советской Социалистической Республики», в котором уточнялось:
«… Надписи „Северо-Осетинская АССР“ на русском и осетинском языках размещаются горизонтально в две строки ниже рукоятки серпа на 1/16 ширины флага. Первая буква первой строки и рукоятка серпа находятся на одной вертикали. Расстояние одной строки от другой равняется 1/25 ширины флага. Размер букв составляет 1/16 ширины флага».
При этом звезда, серп и молот, а также надписи выполнялись только на лицевой стороне флага.

### Флаг Северо-Осетинской ССР
20 июля 1990 года третья сессия Верховного Совета Северо-Осетинской АССР приняла Декларацию о государственном суверенитете, согласно которой Северо-Осетинская АССР преобразовывалась в Северо-Осетинскую ССР. Однако старый советский флаг АССР по-прежнему оставался официальным до 2 октября 1991 года, когда Постановлением Верховного Совета Северо-Осетинской ССР был утверждён новый флаг:
«Государственный флаг Северо-Осетинской Советской Социалистической Республики представляет собой полотнище из трёх равновеликих горизонтально расположенных полос: верхней — белого, средней — красного, нижней — жёлтого цветов. Отношение ширины флага к его длине — 1:2».
10 декабря 1991 года Указом Президиума Верховного Совета Северо-Осетинской ССР было уточнено:
«Государственный флаг Северо-Осетинской Советской Социалистической Республики представляет собой полотнище из трёх равновеликих горизонтально расположенных полос: верхней — белого, средней — пурпурного, нижней — золотистого цветов. Отношение ширины флага к его длине — 1:2».
12 ноября 1994 года Верховный Совет республики принял новую Конституцию, согласно которой республика получила своё нынешнее название — Республика Северная Осетия-Алания. 24 ноября 1994 года Верховный Совет Республики Северная Осетия-Алания своим постановлением № 522 принял Закон Республики Северная Осетия — Алания «О Государственном флаге Республики Северная Осетия — Алания», которым устанавливался нынешний флаг Республики Северная Осетия.